# Lotomania
A Lotomania é uma modalidade de loteria brasileira. Foi criada em 1999 pela Caixa Econômica Federal, tendo sido o primeiro concurso da Lotomania realizado em 2 de outubro daquele ano. Naquele sorteio, ninguém levou o prêmio principal, 1 apostador acertou 19 dezenas e recebeu R$ 118.764,87; 48 apostadores acertaram 18 dezenas e receberam R$ 2.581,46; 446 apostadores acertaram 17 dezenas e receberam R$ 132,62; e 2.716 apostadores acertaram 16 dezenas e receberam R$ 21,78 cada. Nenhum apostador fez zero acertos.

## Probabilidade de acerto
A probabilidade de acerto é:
- 20 números: 1 chance em 11.372.635
- 19 números: 1 chance em 352.551
- 18 números: 1 chance em 24.235
- 17 números: 1 chance em 2.776
- 16 números: 1 chance em 472
- 15 números: 1 chance em 112
- Nenhum número: 1 chance em 11.372.635

## Sorteios
Os sorteios realizam-se sempre às 20h às segundas-feiras, quartas-feiras e às sextas-feiras, exceto em feriados nacionais. O princípio do jogo é simples: são sorteados 20 números diferentes, compreendidos entre 00 e 99. Quem acertar 20 números ganha o prêmio principal e quem não acerta nenhum número ganha também. Os sorteios são realizados um globo girando. Os números são sorteados de 00 a 99. Quando vinte números são extraídos, o sorteio está concluído.

## Preços das apostas e distribuição
O apostador escolhe 50 números e ganha se acertar 15, 16, 17, 18, 19, 20 ou nenhum dos números sorteados. O preço da aposta é único e custa R$ 3. A aposta espelho dobra este valor. O prêmio bruto corresponde a 45,3% da arrecadação, já computado o adicional destinado ao Ministério do Esporte. Desta porcentagem são distribuídos: 
- 45% entre os acertadores dos 20 números sorteados - 1ª faixa;
- 16% entre os acertadores de 19 dos 20 números sorteados - 2ª faixa;
- 10% entre os acertadores de 18 dos 20 números sorteados - 3ª faixa;
- 7% entre os acertadores de 17 dos 20 números sorteados - 4ª faixa;
- 7% entre os acertadores de 16 dos 20 números sorteados - 5ª faixa;
- 7% entre os acertadores de 15 dos 20 números sorteados - 6ª faixa;
- 8% entre os acertadores de nenhum dos 20 números sorteados - 7ª faixa.

## Maior Prêmio
O maior prêmio da lotomania foi de R$ 41.253.202,68, entregue no dia 30 de março de 2013, concurso 1335, o prêmio foi repartido entre 2 ganhadores, Amazonas (1) Manaus; Rio Grande do Norte (1) Mossoró. Cada aposta ganhou R$ 20.626.601,34.

## Ligações etxernas
- Página oficial